# Odinia pomona
Odinia pomona is een vliegensoort uit de familie van de Odiniidae. De wetenschappelijke naam van de soort is voor het eerst geldig gepubliceerd in 1969 door Cogan.